# Security Vision
Security Vision — российская платформа (программное обеспечение), предназначенная для автоматизации и роботизации процессов информационной безопасности, мониторинга и реагирования на инциденты кибербезопасности. Включена в Единый реестр российских программ для ЭВМ и БД. Имеет сертификат соответствия ФСТЭК России и лицензии ФСБ России. Победитель Премии Рунета в номинации «Информационная безопасность».

## Функциональность
Функционал Security Vision позволяет автоматизировать процессы информационной безопасности, составляющие систему управления информационной безопасностью организации, в соответствии с серией международных стандартов ISO/IEC 27001. Программный комплекс объединяет в себе платформу и модули, которые могут представлять из себя разные комбинации, в зависимости от целей и решаемых задач. Встроенный редактор панели индикаторов и отображаемых виджетов, позволяет осуществлять настройку без навыков программирования и работает в режимах low-code/no-code.
Отдельные модули могут выполнять следующие функции:
- мониторинг событий информационной безопасности;
- управление инцидентами информационной безопасности и автоматизация реагирования;
- управление информационными активами;
- управление уязвимостями с возможностью поиска в инфраструктуре;
- взаимодействие с регуляторами;
- управление рисками информационной безопасности;
- управление операционными рисками;
- управление соответствием требованиям информационной безопасности и аудитами;
- управление соответствием 187-ФЗ для объектов критической информационной инфраструктуры;
- управление документами, регламентирующими порядок обеспечения информационной безопасности;
- управление непрерывностью бизнеса;
- анализ угроз кибербезопасности, киберразведка;
- поведенческий анализ;
- управление визуализацией данных и оповещением о состоянии информационной безопасности;
- управление отчетностью о состоянии информационной безопасности.

## Архитектура
Имеет сервисную архитектуру и состоит из следующих основных компонентов:
- веб-портал — предоставляет доступ к функциям платформы и включает графический пользовательский интерфейс и сервис API;
- база данных — для хранения данных и настроек;
- сервисы — набор компонентов для решения отдельных задач:
  - сервис коннекторов, который отвечает за получение событий от внешних систем и обеспечивает выполнение действий по реагированию на внешних системах;
  - сервис коллектора, который выполняет нормализацию, фильтрацию, агрегацию и корреляцию событий, полученных от внешних систем;
  - сервис процессинга, который обрабатывает рабочие процессы и выполняет расчеты;
  - сервис оповещений, который обрабатывает оповещения и рассылает их конечным адресатам;
  - сервис отчетности, который формирует отчеты и отправляет их по расписанию конечным адресатам.

## Системные требования
Для установки платформы необходимы вычислительные ресурсы. Компоненты могут быть развернуты как на физических, так и на виртуальных серверах, а также с применением контейнеризации.
| Минимальные системные требования для функционирования программного обеспечения | Минимальные системные требования для функционирования программного обеспечения                                   | Минимальные системные требования для функционирования программного обеспечения |
| --- | --- | ------------------------------------------------------------------------------ |
| Операционная система | Аппаратные требования                                                                                            | Система управления базами данных                                               |
| - CentOS Stream 8 - Red Hat Enterprise Linux 8 - Ubuntu 20.04 - Debian 10 - Astra Linux SE релиз «Смоленск», «Орел», «Воронеж» - Альт 8 СП - Альт Сервер 10 - Oracle Linux 8 - РЕД ОС - РОСА «ХРОМ», «КОБАЛЬТ» - AlmaLinux 9 - AlterOS 7.5 - Microsoft Windows Server 2016 | - Количество процессорных ядер – 24 шт. - Оперативная память — 32 Гб - Свободное место на жестком диске — 350 Гб | - PostgreSQL 11 - Postgres Pro 11 - Jatoba - MS SQL 2016                       |

### Поддерживаемые коннекторы к внешним системам
В качестве источников данных могут выступать сетевые устройства, средства защиты информации, средства виртуализации, рабочие станции и сервера на базе различных операционных систем, а также прочие специализированные IP-ориентированные приложения и системы.
Для подключения средств реагирования реализованы используется специализированный сервис, который может быть установлен как локально, так и на удаленных серверах.
Для целей сбора данных из источников, их последующего анализа и реагирования используется универсальный коннектор данных, который поддерживает следующие типы коннекторов:
- HTTP (API запросы get, post, put, patch, delete) и DNS;
- Kafka;
- базы данных (SQL запросы в БД: MS SQL, MySQL, Postgres и Oracle);
- файлы (операции чтения/записи с машиночитаемыми файлами);
- корпоративная почта (IMAP, POP3, SMTP, Exchange);
- службы каталогов (LDAP, Active Directory);
- логи и события журналирования (Syslog, EventLog);
- удаленное выполнение скриптов (WMI, PowerShell, SSH, SshShell);
- локальное исполнение скриптов (Shell скрипт, команды Bash Unix, Python, Java, JavaScript и др.).

## Награды
- Победитель в номинации «ИТ-решение в области информационной безопасности» в Национальной банковской премии. Награда за проект внедрения системы Security Vision IRP в банке «Открытие»[8].
- Победитель в номинации «Информационные технологии. Информационная безопасность» в национальной премии «Приоритет-2021»[9].
- Победитель в номинации «Информационная безопасность» в Национальной банковской премии. Награда за внедрение платформы Security Vision SOAR/SGRC в «Альфа-банке»[10]
- Премия Рунета 2023 г. в номинации «Информационная безопасность»[5].

## Продукты на платформе Security Vision
- Incident Response Platform (IRP)/Security Orchestration, Automation and Response (SOAR) — автоматизация действий по реагированию на инциденты кибербезопасности.
- Security Information and Event Management (SIEM) — мониторинг событий информационной безопасности с целью логирования событий безопасности, сбора  логов, нормализации событий в единую модель данных, а также анализа событий согласно правилам корреляции.
- Asset Management (AM)/Configuration Management Database (CMDB) -  управление активами и инвентаризацией для описания ИТ-ландшафта, обнаружения новых объектов в сети, идентификации типа актива, категорирования активов, инвентаризации и управления жизненным циклом оборудования и ПО на АРМ и серверах.
- Vulnerability Management (VM) - выстраивание процесса обнаружения уязвимостей, сбор информации с имеющихся сканеров защищенности, платформ управления обновлениями, обогащение данных из экспертных внешних сервисов, приоритизация и устранение технических уязвимостей.
- ГосСОПКА - формирование новых задач, заявок и инцидентов с учётом регламентов НКЦКИ, а также информирование регулятора об инцидентах.
- FinCERT - двустороннее взаимодействие с Центральным Банком, передача информации об инцидентах и получение оперативных уведомлений или бюллетеней от регулятора.
- Критическая информационная инфраструктура (КИИ) — автоматизация процесса категорирования и обеспечения безопасности объектов критической информационной инфраструктуры[11].
- Compliance Management (CM) - аудит соответствия и комплаенса различным методологиям и стандартам нормативно методической документации.
- Risk Management (RM) - формирование реестра рисков, угроз, мер защиты и других параметров контроля, оценка по выбранной методике, формирование перечня дополнительных мер для изменения уровня риска, контроль исполнения, периодическая переоценка.
- Operational Risk Management (ORM) - учет и фиксация событий операционных рисков, мониторинг ключевых индикаторов рисков и проведение самооценки или контроля согласно положению №716-П ЦБ РФ.
- Business Continuity Plan (BCP) - автоматизация процесса обеспечения непрерывности и восстановления деятельности после наступления чрезвычайных ситуаций.
- Threat Intelligence Platform (TIP) — класс автоматизированных систем, которые на основании данных об угрозах генерируют в реальном времени обнаружения подозрительной активности в инфраструктуре, проводят обогащение индикаторов и обнаруженных инцидентов, интегрируются с инфраструктурой и средствами защиты, обеспечивают ситуационную осведомленность[12].
- User and Entity Behavior Analytics (UEBA) — автоматически выстраивает типовые модели поведения и находит отклонения, анализируя сырые потоки данных по сетевому трафику, прокси-серверов, почтовых серверов, Windows/Linux серверов и рабочих станций.